# Ga Thanh Hóa
Ga Thanh Hóa là nhà ga đường sắt chính trên tuyến đường sắt Bắc - Nam thuộc địa phận tỉnh Thanh Hóa, nối ga Nghĩa Trang với ga Yên Thái. Ga toạ lạc tại số 19 đường Dương Đình Nghệ, phường Hạc Thành. Ga Thanh Hóa cách ga Hà Nội 175 km về phía Bắc, cách ga Ninh Bình 605 km về phía Bắc, cách ga Vinh 144 km về phía Nam và cách ga Huế 513 km về phía Nam. Lý trình của ga: km 175 + 230.